# Driosaure

Diagrama on es compara la mida d'un Dryosaurus elderae amb la d'un humà de 1,80 m.

Els driosaures (Dryosaurus, 'sargantana roure' en grec antic) són un gènere de dinosaures ornitòpodes que visqueren al Juràssic superior. Les seves restes fòssils s'han trobat a Nord-amèrica i Àfrica. Deuen el seu nom a les seves dents posteriors, amb una forma lleugerament similar a la d'un roure.